# اژدهای ایرانی
اِژدِها، اَژدَها یا اَژدَر، واژگانی فارسی، برگرفته از اصطلاح اوستایی اَژی‌دَهاکه (خط اوستایی: 𐬀𐬲𐬌⸱𐬛𐬀𐬵𐬁𐬐𐬀)، به‌معنی مار سهمگین و مهیب است. اژدها در اساطیر ایران، موجود غول‌پیکر مارمانندی است که در خشکی‌ها، دریاها و حتی آسمان‌ها سکونت دارد. از جمله متونی که به اژدها و داستان‌های پیرامون آن می‌پردازند، می‌توان از بندهشن، شاهنامه و گرشاسپ‌نامه نام برد.

## توصیف
در میان جانوران، اژدها بیشترین پیوند را با مار دارد. چنان‌که واژگان اَژی (𐬀𐬲𐬌) در اوستایی و اَهی (अहि) در زبان سانسکریت نیز به‌معنای مار هستند. عجایب‌المخلوقات در توصیف اژدها آورده‌است:
چون مار را درازی به سی گز و عمر به صد سال رسد، آن را اژدها خوانند و به تدریج بزرگ می‌شود تا چنان گردد که به خشکی حیوانات از او ستوه شوند. حق تعالی او را به دریا افکند و هیکلش در بحر بزرگ می‌شود، چنان‌که بالایش به ده هزار گز رسد. دو پر مانند ماهی برآرد و حرکتش سبب موج دریا شود و چون ضررش در بحر نیز شایع گردد، حق تعالی او را به دریا یأجوج و مأجوج افکند تا خورش ایشان شود
همچنین در این کتاب در باب فواید قسمت‌های مختلف بدن اژدها آمده‌است:
خوردن دل اژدها دلیری فزاید و حیوانات مسحر اکل او شوند. پوستش بر عاشق بندند عشقش زایل شود. سرش هرجا دفن کنند، در حال آن موضع نیکو شود.
اژدها در نگارگری ایرانی، بیشتر تحت تأثیر نمونه‌های چینی ترسیم اژدها بوده‌است. این تأثیر به‌ویژه در نتیجه مراودات تنگانگی بود که حکومت‌های ایلخانان و تیموریان در طول سده‌های سیزدهم تا پانزدهم میلادی با چین داشتند. عناصر فرهنگ غرب در ترسیم اژدها از دوره صفوی به بعد در نگارگری ایرانی ظاهر گشت. هرچند که تعداد نگاره‌های موجود از اژدهایان سبک غربی در نگارگری ایرانی بسیار کمتر از نمونه‌های مشابه تحت تأثیر چین است. در تمام موارد ترسیم اژدها، چه متأثیر از سبک چینی و چه نمونه‌های غربی، اژدها از هیبتی مارگونه اما به‌مراتب بزرگ‌تر از یک مار معمولی برخوردار است. همچنین دهانی فراخ با دندان‌های بسیار و چشمان درخشان دارد. در برخی نگاره‌ها، این جانور بدنی کاملاً منطبق با بدن مار دارد و بدون دست‌وپا است. در برخی دیگر با دو اندام حرکتی ترسیم شده و در سایر نگاره‌ها به صورت جانوری چهارپا است. در نمونه‌های متأثر از ترسیم اژدها در فرهنگ غرب، اژدهایان دوبال قادر به پرواز و آتشین نفس نیز ترسیم گشتند. همچنین اژدهایان چند سر با ظاهر مهیب‌تر نیز به صورت پراکنده در نگارگری ایرانی دیده می‌شوند.
نگاهی که در ابتدا در ایران باستان وجود داشت این بود که اژدها به عنوان شر در نظر گرفته میشد. اما به واسطه‌ی برخورد تمدنی و ارتباطات فرهنگی که بوسیله‌ی جاده‌ی ابریشم شکل گرفت به مرور زمان و به خصوص در دوران ساسانیان این نگاه تعدیل شد و حتا ذکر شده که لباس تابستانی خسروپرویز مزین به نقش اژدها بوده. این تعادل را در زمان ایلخانان بسیار بیشتر می‌توان دید. به واسطه انتقال فرهنگ چینی به ایران به وسیله‌ی ایلخانان مغول، نگاه به مفهوم اژدها متفاوت‌تر شد و حتا در کنار نقش سیمرغ ایرانی در کاشیهای قصر آباقاخان قرار می‌گیرد. 
این تعدیل نگاه ادامه پیدا می‌کند تا دوران قاجار. در هنر قاجار هنرمند قاجاری تمام نگاههای موجود به اژدها را ترسیم کرده.  از نبرد اژدها با شیر که صحنه‌ای سرشار از مبارزه و خشونت است. تا اینکه نقش بدن و سر اژدها در اسلیمی‌های روی کاشیها ترکیب شده و فضایی سراسر آرام و زیبا بوجود آورده. هر دوی این نمونه‌ها را در کاخ گلستان میتوان دید. نبرد شیر و اژدها در دیوار شرقی کاخ که جنب شمس العماره است. و ترکیب اژدها با اسلیمی در دیواره‌ی طبقه دوم شمس العماره.

## جایگاه در اساطیر ایران
اژدها در اساطیر ایرانی مظهری از شر است. در متون دینی زرتشتی از مخلوقات اهریمن و آوردنده خشکسالی دانسته می‌شود. در ادبیات حماسی فارسی، ارتباط مستقیمی با خشکسالی ندارد، اما وجودش باعث آزار و وحشت آدمیان می‌شود و درنهایت هم به‌دست پهلوان یا پادشاهی فرهمند به‌هلاکت می‌رسد. در شاهنامه، کشندگان اژدها از میان پهلوانان، سام، رستم و اسفندیار هستند و از میان پادشاهان نیز اسکندر و بهرام گور حضور دارند. ماجرای اردشیر بابکان و هفتواد را نیز می‌توان گونه‌ای اژدهاکشی در میان پادشاهان دانست.
در ایران باستان، استفاده از درفش‌های مزین به نقش اژدها به‌عنوان نمادی از قدرت معمول بود و این درفش‌ها در شاهنامه با اصطلاح اژدهاپیکر یاد شده‌اند. از جمله دارندگان درفش اژدهاپیکر رستم بود که به سبب نسب مادری‌اش که به ضحاک می‌رسید دارنده آن بود.

## نگارخانه

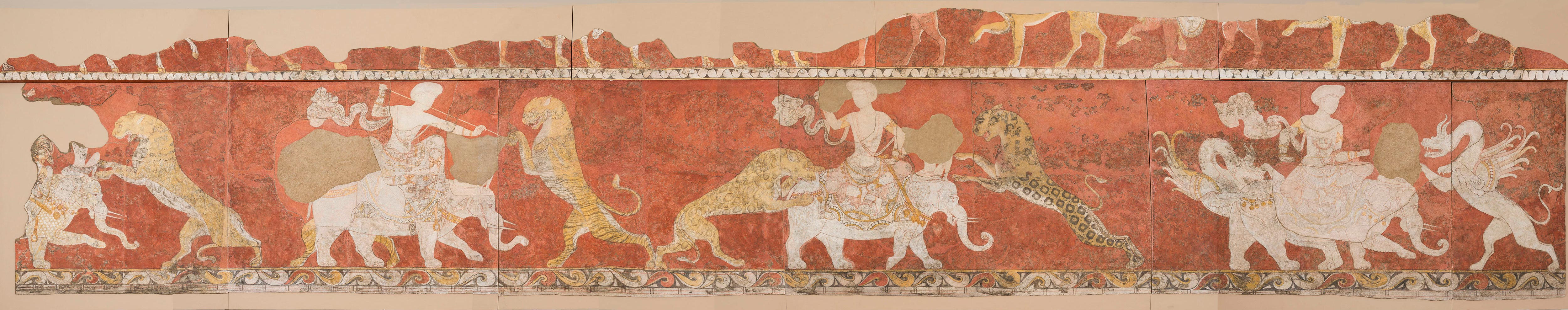
نقاشی دیواری سغدی متعلق به قرن هشتم میلادی، از کاخی در شهر باستانی ورخشا (Varakhsha)، در نزدیکی بخارا، که نبرد تعدادی بزرگان فیل‌سوار را با انواع درندگان از جمله اژدهایان نشان می‌دهد.
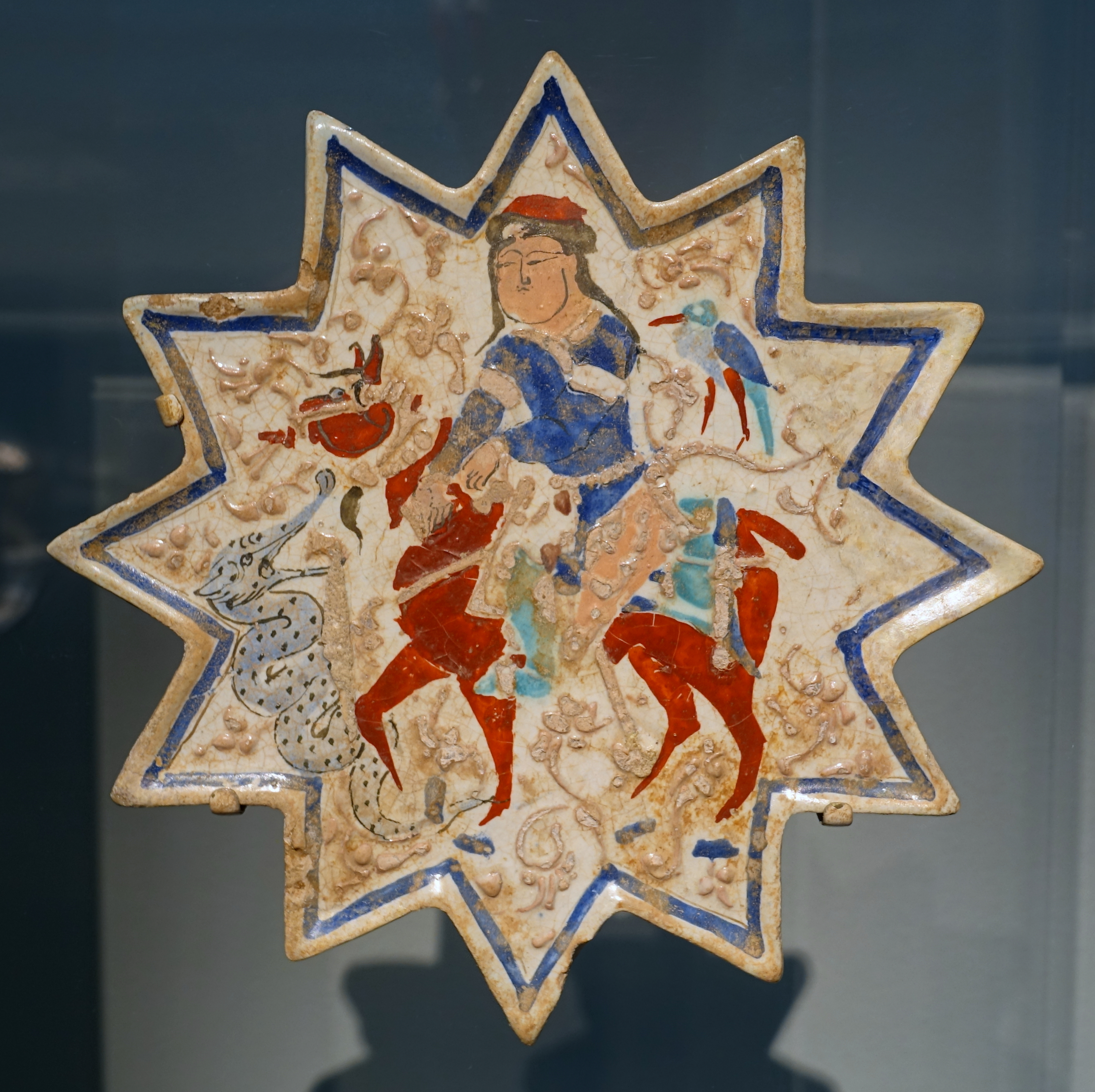
رزم رستم و اژدها بر یک کاشی دوره سلجوقی از کاشان
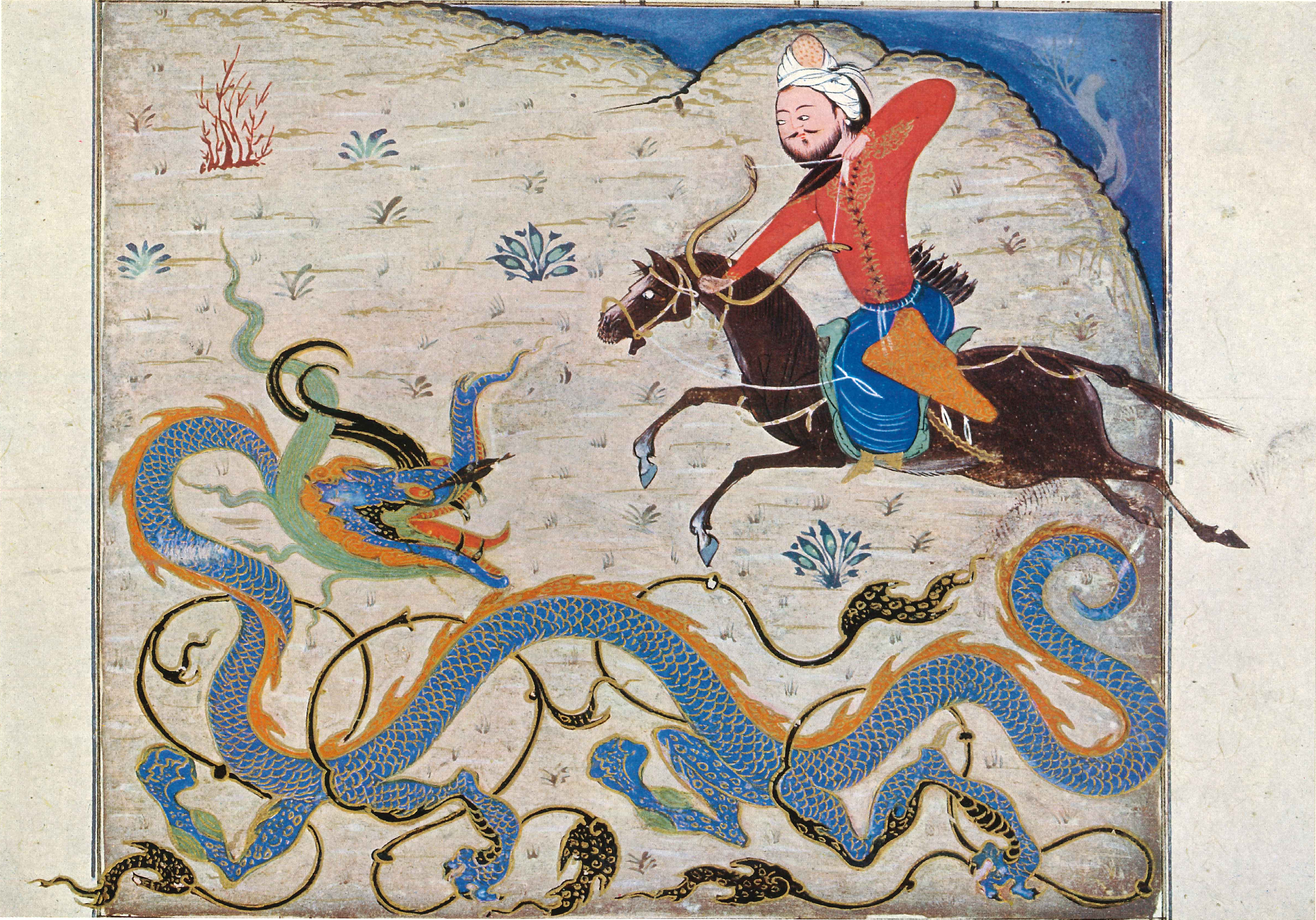
نگاره‌ای از یک شاهنامه به سبک مکتب شیراز اول که شکار اژدها توسط بهرام گور را نشان می‌دهد.
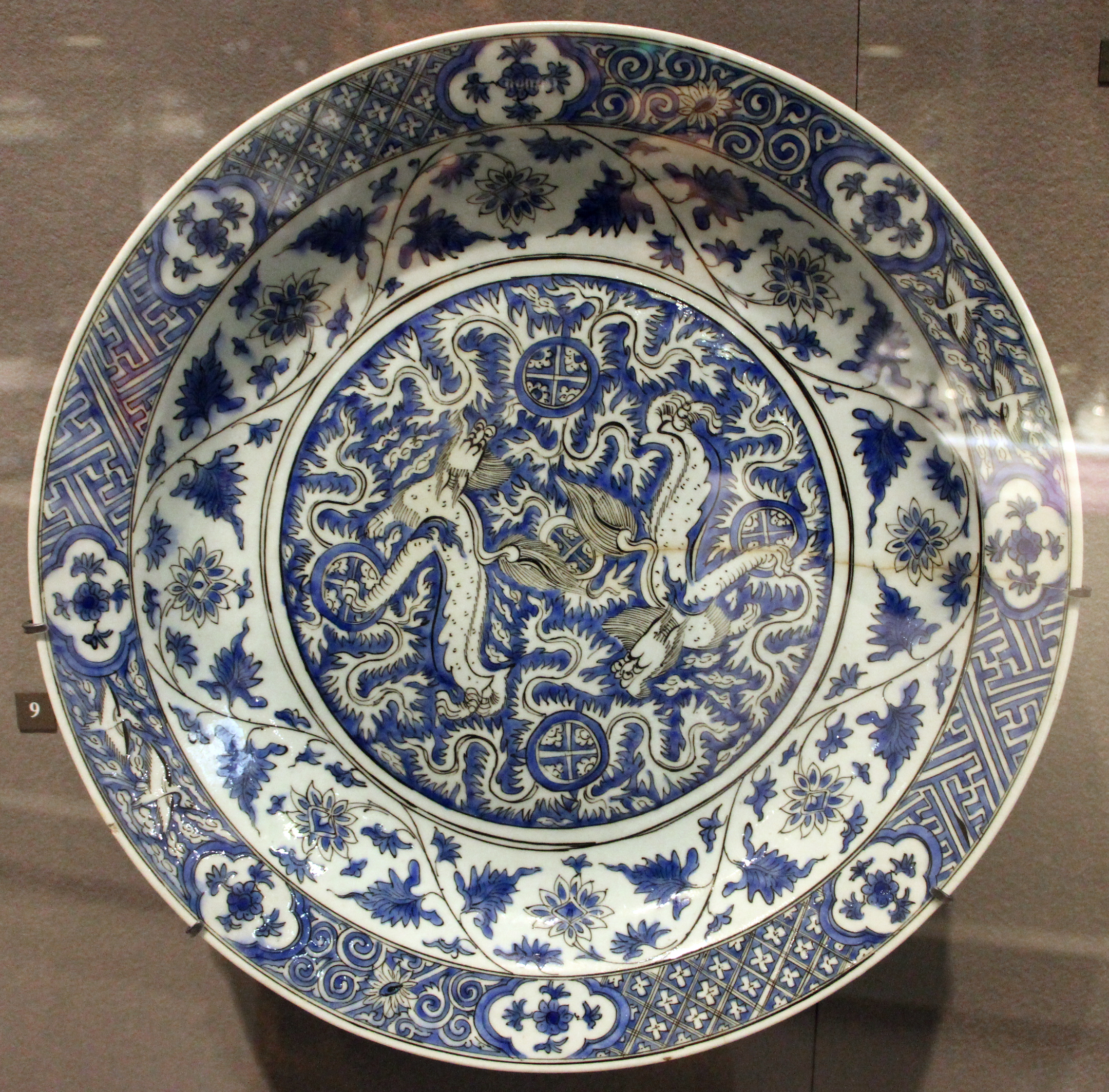
نقوش اژدهایان بر یک بشقاب دوره صفوی از کرمان